# Eupithecia sacrosancta
Eupithecia sacrosancta är en fjärilsart som beskrevs av András Vojnits 1979. Eupithecia sacrosancta ingår i släktet Eupithecia och familjen mätare. Inga underarter finns listade i Catalogue of Life.